# Yvette Monreal
Yvette Monreal (Los Angeles, 9 luglio 1992) è un'attrice statunitense, conosciuta per il ruolo di Reagan in Faking It, serie televisiva di MTV, e di Seanna Galan in "Matador".

## Biografia
Nata e vissuta a Los Angeles, ha frequentato e si è laureata alla Stella Adler Art of Acting Conservatory. Prima di lavorare in diverse serie TV, ha partecipato a varie pubblicità, cortometraggi e webseries. 
Nel 2014, ha fatto una comparsa nella serie TV Diario di una nerd superstar e, sempre nello stesso anno, ha ottenuto il ruolo di Reagan, fidanzata di Amy, nella sitcom di MTV Faking It.

## Curiosità
- Ha origini cilene e messicane.
- È alta 1.63 m.

## Filmografia parziale

### Cinema
- Lowriders, regia di Ricardo de Montreuil (2016)
- Monsoon, regia di Miguel Durán (2018)
- Once Upon a Superhero, regia di John M Kline (2019)
- Rambo: Last Blood, regia di Adrian Grunberg (2019)

### Televisione
- Harpies – serie TV, 2 episodi (2013)
- Chutes & Ladders – serie TV, 9 episodi (2013-2014)
- Fuga senza fine (Runaway), regia di Alex Wright – film TV (2014)
- Diario di una nerd superstar (Awkward) – serie TV, episodio 4x02 (2014)
- Faking It - Più che amiche (Faking It) – serie TV, 10 episodi (2014-2015)
- Matador – serie TV, 8 episodi (2014)
- The Fosters – serie TV, 4 episodi (2015-2017)
- NCIS - Unità anticrimine – serie TV, episodio 15x13 (2018)
- Stargirl – serie TV, 35 episodi (2020-2022)

### Cortometraggi
- Casey, regia di Miguel Duran (2014)

## Doppiatrici italiane
Nelle versioni in italiano delle opere in cui ha recitato, Yvette Monreal è stata doppiata da:
- Roberta Maraini in Matador[1]
- Veronica Puccio in Rambo: Last Blood[2]
- Lucrezia Marricchi in NCIS - Unità anticrimine[3]
- Irene Trotta in Stargirl[4]